# Asiola atkinsi
Asiola atkinsi är en tvåvingeart som beskrevs av Daniels 1977. Asiola atkinsi ingår i släktet Asiola och familjen rovflugor. Inga underarter finns listade i Catalogue of Life.